# عایشه آرمان
عایشه آرمان (ترکی استانبولی: Ayşe Arman؛ زادهٔ ۹ دسامبر ۱۹۶۹) ستون‌نویس، روزنامه‌نگار اهل ترکیه است. او بیشتر با مصاحبه‌هایش شناخته می‌شود. او همچنین نویسنده دو کتاب است.